# Macroptilium fraternum
Macroptilium fraternum là một loài thực vật có hoa trong họ Đậu. Loài này được Juárez & S. Pérez miêu tả khoa học đầu tiên.